# Tri Nations 2000
Il Tri Nations 2000 (in inglese 2000 Tri Nations Series) fu la 5ª edizione del torneo annuale di rugby a 15 tra le squadre nazionali di Australia, Nuova Zelanda e Sudafrica.
Si tenne dall'15 luglio al 26 agosto 2000 e fu vinto per la prima volta dall'Australia.
Gli Wallabies, campioni del mondo da pochi mesi, esordirono con una sconfitta interna contro la Nuova Zelanda, ma nel ritorno a Wellington si presero la rivincita nel nuovo Regional Stadium che prendeva il posto dell'Athletic Park demolito pochi mesi addietro, risultato grazie al quale mantennero la Bledisloe Cup vinta l'anno prima.
Tuttavia, la differenza fu marcata dalle due vittorie australiane sul Sudafrica che diedero agli Wallabies il vantaggio decisivo per iscrivere per la prima volta il proprio nome nel palmarès della manifestazione.
Nella partita inaugurale del torneo tra Wallabies e All Blacks, allo Stadium Australia di Sydney fu battuto il record d'affluenza del rugby a 15 internazionale da esso stesso stabilito un anno addietro: 109874, primato al 2022 imbattuto, furono gli spettatori presenti.
Dopo i giochi olimpici che si tennero a Sydney due mesi dopo il torneo, lo stadio fu ristrutturato e la sua capienza diminuita a circa 83000 spettatori, quindi il record di capienza quantomeno di tale impianto è definitivo salvo ampliamenti successivi.
Il valore delle marcature, come stabilito dall’IRFB nel 1992, era: 5 punti per ciascuna meta (7 se trasformata), 3 punti per la realizzazione di ciascun calcio piazzato, idem per il drop.

## Nazionali partecipanti e sedi
| Squadra       | Città                   | Impianto interno                           |
| ------------- | ----------------------- | ------------------------------------------ |
| Australia     | Sydney                  | Stadium Australia                          |
| Nuova Zelanda | Christchurch Wellington | Lancaster Park Wellington Regional Stadium |
| Sudafrica     | Durban Johannesburg     | Kings Park Ellis Park                      |

## Risultati
| Arbitro: | André Watson |

|                               |      |                                    |
| Latham Mortlock (2) Paul Roff | mt   | Umaga Alatini Cullen Marshall Lomu |
| Mortlock (2)                  | tr   | Mehrtens (4)                       |
| Mortlock (2)                  | c.p. | Mehrtens (2)                       |

| Arbitro: | Chris White |

|                    |      |                |
| Cullen (2)         | mt   |                |
| Mehrtens (3) Brown | c.p. | v. Straten (3) |
| Mehrtens           | drop | Montgomery     |

| Arbitro: | Ed Morrison |

|               |      |                 |
| Mortlock Paul | mt   |                 |
| Mortlock (2)  | tr   |                 |
| Mortlock (4)  | c.p. | v. Straaten (2) |

| Arbitro: | Jonathan Kaplan |

|              |      |                    |
| Cullen (2)   | mt   | Mortlock Roff      |
| Mehrtens (2) | tr   | Mortlock           |
| Mehrtens (3) | c.p. | Mortlock (3) Eales |

| Arbitro: | Andrew Cole |

|                                          |      |                      |
| Delport Fleck (2) Swanepoel (2) Williams | mt   | Cullen (2) Umaga (2) |
| v. Straaten (5)                          | tr   | Mehrtens (4)         |
| v. Straaten (2)                          | c.p. | Mehrtens (3)         |
|                                          | drop | Mehrtens             |

| Arbitro: | Paul Honiss |

|                 |      |              |
| Latham          | mt   |              |
| Mortlock        | tr   |              |
| v. Straaten (6) | c.p. | Mortlock (4) |

### Classifica
| Pos | Squadra       | G | V | N | P | PF  | PS  | DP  | BMP | Pt |
| --- | ------------- | - | - | - | - | --- | --- | --- | --- | -- |
| 1   | Australia     | 4 | 3 | 0 | 1 | 104 | 86  | +18 | 2   | 14 |
| 2   | Nuova Zelanda | 4 | 2 | 0 | 2 | 127 | 117 | +10 | 4   | 12 |
| 3   | Sudafrica     | 4 | 1 | 0 | 3 | 82  | 110 | −28 | 2   | 6  |